# Summer '68
"Summer '68" é uma canção da banda de rock progressivo Pink Floyd, do álbum Atom Heart Mother, lançada em 1970. Escrita e cantada por Richard Wright, fala de um caso de uma noite, provavelmente com uma "groupie", e do retorno à vida habitual. A introdução e a parte inicial suave - com piano, voz e órgão Hammond - contrasta com a segunda seção, mais forte e com passagens instrumentais mais densas, além de um solo de trompete, que retorna ao final da música. Diferentemente da inspiração clássica em Sysyphus no Ummagumma, Summer '68 mostra o retorno de Richard Wright à uma composição lírica ao invés da instrumental.
A canção mostra o tédio de excursionar e o desejo de fugir de tudo: "My friends are lying in the sun, I wish that I was there..."
A canção era usada como tema na propaganda do Banco Nacional patrocinador do programa Jornal Nacional da Rede Globo nos anos 70.

## Pessoal
- Richard Wright - Vocais, Piano, Órgão Hammond
- Roger Waters - Baixo
- David Gilmour - Violão e Vocal de apoio
- Nick Mason - bateria
- Orquestra de Abbey Road - Metais